# Babœuf

Babœuf este o comună în departamentul Oise, Franța. În 1 ianuarie 2022 avea o populație de 514 de locuitori.